# Cystopteris montana
Espèce
Cystopteris montana est une espèce de fougère de la famille des Dryopteridaceae.

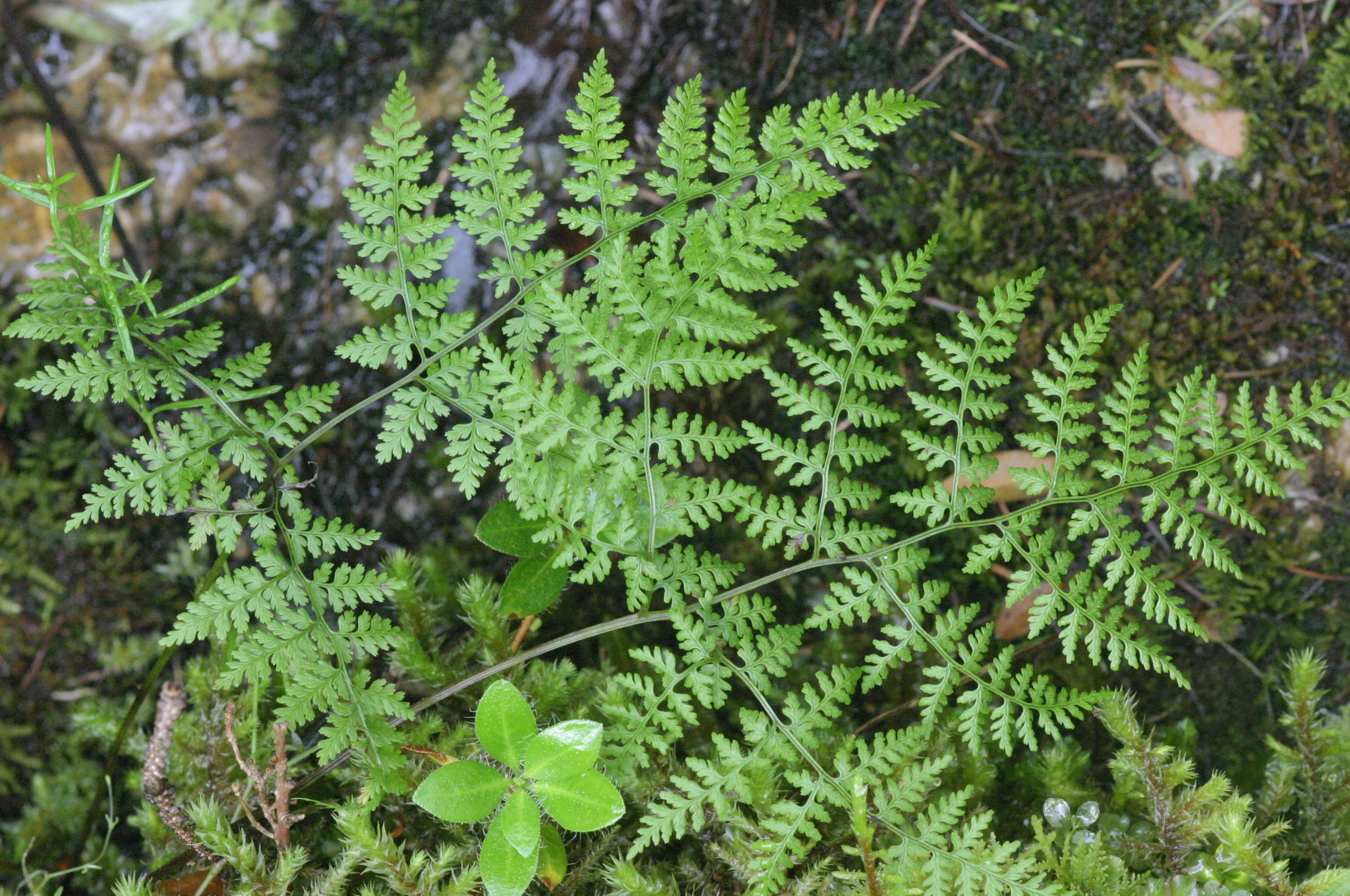
Frondes de Cystopteris montana